# Sangad Chaloryu
Almirante Sangad Chaloyu (em tailandês:  สงัด ชลออยู่; Sa-ngat Chaloyu; 4 de março de 1915 - 23 de novembro de 1980) foi um almirante e político tailandês que serviu como chefe do Conselho Nacional de Reforma Administrativa, uma junta militar que governou a Tailândia de 1976 a 1980.
Também ocupou cargos importantes como Comandante da Frota Real Tailandesa, Vice-Comandante-em-Chefe da Marinha, Comandante-em-Chefe da Marinha Real Tailandesa de 1973 a 1976 e Comandante Supremo das Forças Armadas da Tailândia de 1975-1976.

## Líder golpista
Como Ministro da Defesa, Sangad liderou o golpe de Estado de 6 de outubro de 1976. Este golpe derrubou o governo civil eleito de Seni Pramoj. Sangad tornou-se presidente do Conselho Nacional de Reforma Administrativa, que nomeou o favorito da realeza Thanin Kraivichien como primeiro-ministro. O governo Thanin instituiu expurgos abrangentes de esquerdistas e comunistas. Sangad era uma figura decorativa e o Secretário do Exército Kriangsak Chomanan era a personalidade mais influente da junta militar. Em outubro de 1977, o Conselho Nacional de Reforma Administrativa deu um segundo golpe (desta vez sem o consentimento do rei) e substituiu Thanin por Kriangsak.

## Atividades não-militares
- Membro da Câmara dos Representantes
- Membro da Assembleia Constituinte
- Senador
- Ministro da Defesa[2]
- Líder do golpe de 1976[2]
- Líder do golpe de outubro de 1977[2]
- Presidente do Conselho Nacional de Política
- Membro da Assembleia Legislativa Nacional de 1973